# 李遵義
李遵義（14世紀—15世紀），字宜甫，北直隸真定府深州衡水縣人，明朝政治人物。

## 生平
李遵義是洪武二十三年（1390年）的舉人，三十年（1397年）成進士，獲授新鄭知縣，其時明朝建立不久，民生凋敝，他與民休息，為政廉潔、禁止苞苴，吏員都畏懼他，餘暇巡行鄉里探視民間疾苦，能記下人民的貧富壯弱，以此判定賦稅繇役，曾有富民賄賂他人妄訴自己貧窮，他立刻道出該民的富貴情況懾服對方，而他聽訟則能用三言兩語判決，人稱明允，適逢有囚犯罪不至死，上級卻要求從重處理，他不服抗辨而遭彈劾為民。
永樂年間李遵義在朝廷徵召循良下再次擔任新鄭知縣，士民望塵迎拜，很快陞為紹興同知，興辦水利獲人民稱頌，再擢為山西按察司冀北兵備道僉事，改任大理寺左寺正，月多後因母親逝世家居，後來得大臣推薦任河南知府，親自督辦營建宮殿徵召工匠數千人的事務，皇上嘉獎特賜金幣，不過僅就任月餘因勞成疾，上疏乞休，抵家後不久去世，所任地方都為他立祠。

## 引用
1. 1 2  乾隆《衡水縣志·卷九·人物志》：李遵義，字宜甫，生而聰慧嗜學，博治經史，洪武庚午舉人，丁丑成進士，初授河南新鄭知縣，時國家新造，瘡痍者甫起，諸所注措悉達體要，唯務與民休息，至持已獨尚廉介、抑苞苴，吏殊畏之，暇則巡行閭里訪詢民瘼，其家之貧富丁之壯弱一見即記憶無遺，故定賦審徭咸稱不爽，嘗有富民賄里書妄訴為貧者，遵義歷述其富狀以詰其偽，乃自驚服，至聽訟甫聞兩造詞即判得實，一言而決莫不服其明允，會有囚法不當死，部使者欲擬重辟，輒與之抗辨，聲色俱，厲使者上章劾之，落職為民。永樂初以循良徵起，復除新鄭，士民望塵迎拜懽若更生，逾歲升紹興府同知，大興水利，民歌頌之，二年擢山西按察司僉事，備兵冀北，諸部落相戒母犯雲中，尋遷為大理寺左寺正，僅旬餘丁母憂家居，久之大臣交薦，擢知河南府，會營造宮闕，郡發夫匠數千人，遵義躬自董役，上深嘉之特賜金幣以示勸，復任月餘因勞致疾，遂上疏乞休，抵家未幾卒，歷官所至皆立祠祀之。
2. ↑  乾隆《新鄭縣志·卷八·循吏傳》：李遵義，直隸衡水人，洪武丁丑進士，永樂辛卯知縣事，凡舉政務合民情，處己獨尚廉介、抑苞苴，吏胥畏之，暇則廵視閭里以稽民瘼，其家之貧富、丁之壯弱一見輒記憶不遺，審徭定役咸稱其宜，嘗有當民賄里書妄訴為貧者，遵義歷述富狀以詰其偽，人服其明允，後陞河南府知府，祀名宦。 見府志
3. ↑  《本朝分省人物考·卷七》：李遵義，衡水人，性嗜學，博洽經史，洪武庚午鄉薦，登丁丑進士，授河南新鄭縣令，政識大體、務合民情，尚廉介、抑苞苴，吏尤畏之，或政暇常巡視閭里以稽民瘼，有富民者賄里書妄訴為貧，遵義歷述其富狀以詰其偽，乃自驚服，至斷訟不勞多語，甫開兩造辭即判曰：「某也詐，某也實。」一言而決，人咸服其明允，永樂二年擢浙江紹興府同知，尋改除按察司僉事，歷大理寺左寺正，陞河南府知府，至今立祠祀之。